# 松本憲治
松本 憲治（まつもと けんじ、1948年（昭和23年）1月27日 - ）は、日本の政治家。高知県安芸市市長を2001年から2013年まで3期務めた。

## 経歴
1948年1月27日生まれ。東京経済大学経営学部卒業後、高知県安芸市役所に勤務。240億円の地方債を抱えた市の財政問題などを解決しようと、2001年に市長選に出馬し当選し、以後3回当選。職員削減など行財政改革を行い、地方債残高を100億円以上削減し、2011年に早期健全化団体から脱却させた。また、安芸市営球場の建設や、南国安芸道路の事業化などを行った。2013年の市長選にも出馬し、立て直した財政の元で南海地震に備えた新事業を行うことなどを目指したが、市教育長の横山幾夫に敗れた。横山は松本への多選批判が追い風になったと主張している。

## 人物
趣味は写真で市の展覧会で3度入賞している。